# Aschinger-Haus
Das Aschinger-Haus war eine Bierhalle am Bahnhof Zoo in der Joachimsthaler Straße auf dem Gelände des Einkaufszentrums Zoom.

## Geschichte

### Aschinger-Haus
Die Brüder August Aschinger und Karl Aschinger hatten 1892 ihre erste Aschingers Bierquelle in der Nähe des Spittelmarktes eröffnet. Die Stehbierhalle richtete sich nach dem Prinzip „billig und schnell“. Kurze Zeit später, um 1900, eröffneten die Gebrüder noch mehrere Filialen, von denen eine das Gebäude am Bahnhof Zoo war. Das sogenannte Aschinger-Haus wurde 1943 bei einem Luftangriff zerstört. Am 15. Februar 1950 wurde es, nach Reparaturen, wieder eröffnet.

### Neues Aschingerhaus
Im Jahr 1969 wurde das Gelände an das Unternehmen Protos KG verkauft. Von 1969 bis 1973 wurde nach den Entwürfen des Architekten Dietrich Garski für 26 Millionen Mark (kaufkraftbereinigt in heutiger Währung: rund 47,15 Millionen Euro) das neue Aschinger-Haus errichtet. In das Gebäude zogen ein Aschinger-Restaurant und das Bekleidungshaus Leineweber. Als weiterer Mieter zog u. a. Dietrich Garski mit seinem Büro in das Gebäude. Aufgrund von Zahlungsunfähigkeit der Protos KG wurde das Haus 1976 zwangsversteigert. Garski kaufte das Haus für 12,8 Millionen Mark und verkaufte es noch im selben Jahr an die Freiherr von Hardenberg Grundstücksgesellschaft, die den Architekten Hinrich Baller mit dem Umbau des Gebäudes beauftragte.

### GeschäftshausZoom
Letztlich übernahm die IVG-Tochtergesellschaft Botag das Gebäude. Der US-amerikanische Investor Hines riss das Gebäude 2015 ab, um dort das neue Büro- und Geschäftshaus Zoom zu errichten. Der Hauptmieter des neuen Gebäudes ist seit 2018 Primark. Insgesamt investierte Hines rund 130 Millionen Euro und gab an, mit der Errichtung des Neubaus 14.500 m² vermietbare Fläche zu schaffen, davon 9.200 m² für den Einzelhandel.